# I.Q.
I.Q. (vero nome Ira Quimby) è personaggio dei fumetti DC Comics, creato da Gardner Fox e Carmine Infantino. È un supercriminale che comparve per la prima volta in Mystery in Space n. 87 (novembre 1987). I.Q. comparve soprattutto come nemico di Hawkman, e comparve recentemente in 52.

## Biografia del personaggio
Ira Quimby è un piccolo delinquentello da quattro soldi che fu accidentalmente esposto alle radiazioni di una roccia irradiata dai Raggi Zeta di Adam Strange. Quimby scoprì che, a causa dell'attivazione del suo metagene, ottenne un'intelligenza al livello di un genio. Nominandosi I.Q., utilizzò questo suo nuovo intelletto per pianificare una serie di furti nelle gioiellerie. L'alta intelligenza di I.Q. si dimostrò tuttavia di breve durata, ma l'esposizione ulteriore alla roccia irradiata la ricostituì. Hawkman riuscì a rintracciarlo analizzando le tracce della roccia, e arresto sia I.Q. che la sua banda.

### Hawkman
In Hawkman n. 7 (aprile 1965), I.Q. scoprì che la sua intelligenza sconfinata veniva ricostituita ogni qualvolta egli si esponeva alla luce del sole. Fu in grado di creare un dispositivo per rendersi invisibile, costruito di materiali comuni, e lo utilizzò per evadere dal carcere al fine di riprendere la sua carriera criminale. Nelle storie successive I.Q. affrontò la Justice League of America, Superman e i Metal Men, Batman, i Teen Titans, L'Atomo (Ray Palmer) ed Elongated Man.
Durante la storia di Crisi infinita, I.Q. saltò fuori come membro della Società segreta dei supercriminali di Alexander Luthor Jr..

### 52
In 52 Settimana 23, si scoprì che I.Q. era uno degli "scienziati pazzi" rapiti da Chang Tzu e dall'Intergang, per essere portati sulla Oolong Island e mettere insieme la Suicide Squad. Quando Black Adam attaccò la Oolong Island, rimase insieme agli altri e radunò i suoi colleghi scienziati con cui sconfisse Adam. Successivamente divenne il capo del progetto sull'Isola.

### Justice League: Cry For Justice
Nella serie Justice League: Cry for Justice del 2009, si scoprì che Quimby stava lavorando per il super criminale Prometheus, che lo ripagò regredendo il cervello di I.Q. allo stato di quello di un bambino.

## Poteri e abilità
Grazie all'esposizione alle radiazioni modificate dei Raggi Zeta che alterarono il suo metagene, I.Q. è un metaumano super intelligente. La sua intelligenza gli permette di creare armi e oggetti super avanzati da oggetti di uso comune. L'intensità e la durata della sua intelligenza dipendono da quanto rimane esposto alla luce solare.